# Plaça Major
Plaça Major (hiszp. Plaza Mayor) – główny plac miasta Palma de Mallorca, w dzielnicy Centre. Z północnej części prostokątnego placu odchodzi główna ulica handlowa miasta, Carrer de Sant Miquel.
Plac znany jest z galerii oraz artystów. 